# Budzyń (powiat krakowski)
Budzyń – wieś w Polsce, położona w województwie małopolskim, w powiecie krakowskim, w gminie Liszki.
| SIMC    | Nazwa           | Rodzaj    |
| ------- | --------------- | --------- |
| 0325038 | Łąki            | część wsi |
| 0325044 | Pastwisko       | część wsi |
| 0325050 | Pod Cholerzynem | część wsi |

Wieś położona w województwie krakowskim wchodziła w 1662 roku w skład hrabstwa tęczyńskiego Łukasza Opalińskiego. W latach 1975–1998 miejscowość należała administracyjnie do województwa krakowskiego.
Przez miejscowość przebiega droga wojewódzka nr 780. Na części obszaru miejscowości znajdują się Zalew Na Piaskach i Zalew Budzyński, popularnie zwane Zalewem Kryspinowskim.

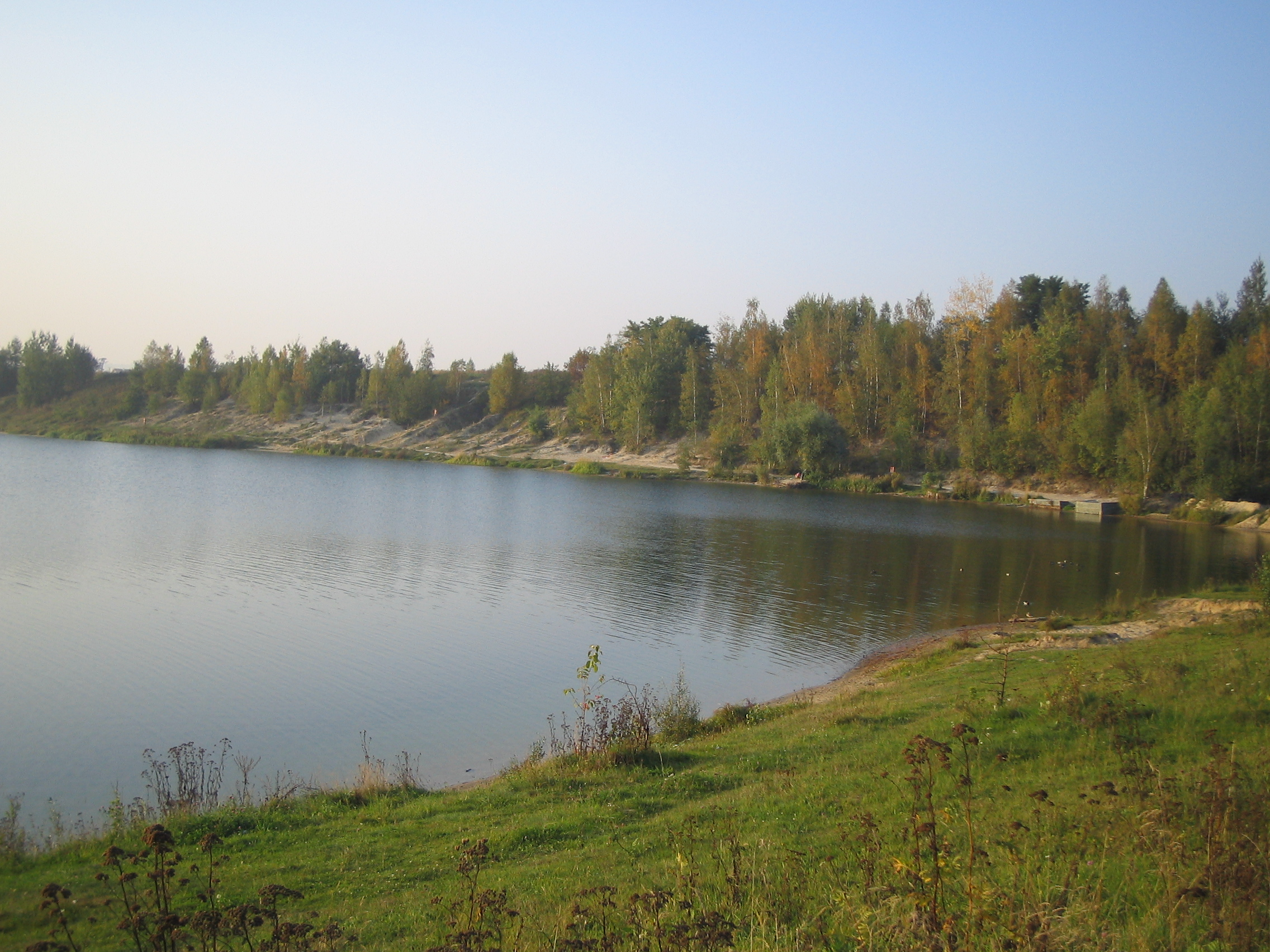
Zalew Na Piaskach zwany potocznie „Kryspinowskim”